# Millstatti-tó
A Millstatti-tó (németül: Millstätter See) 12 km hosszával és majd másfél km szélességével Karintia második legnagyobb tava.

## Leírása

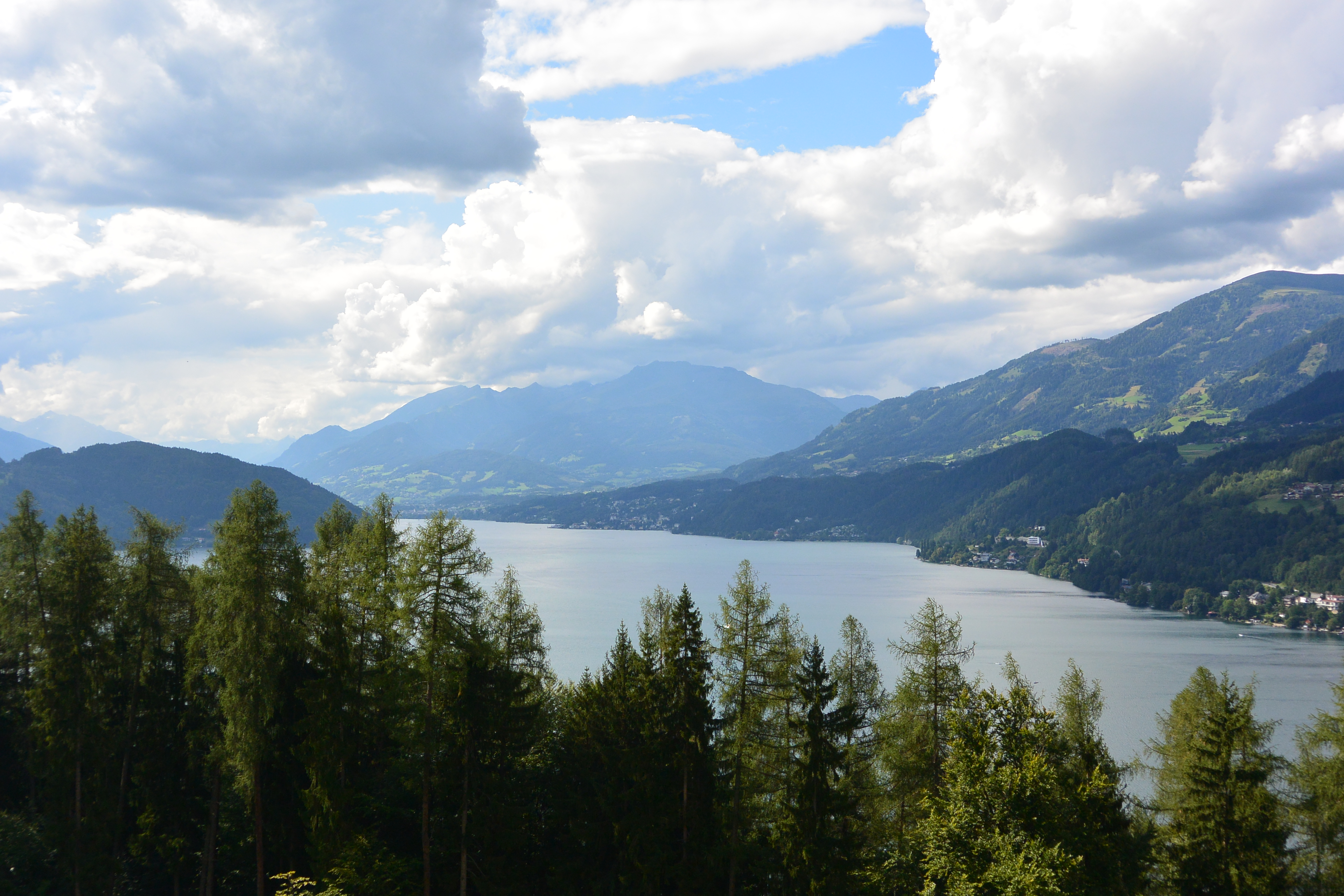
Millstatti-tó

A tó legnagyobbmélysége 141 méter. Hőfoka a meleg nyárban 20-25 C-fok. A tavat erdővel borított hegyek veszik körül; a Dráva völgyétől alacsony dombvonulat választja el, tőle északra pedig a csaknem 3000 méterig felnyúló Reiseckgruppe havas, gleccseres vidéke határolja. Maga a tó is egy jégkori gleccserfolyó ágya.
A tónak saját vasútvonala nincs, vasútállomása Spittal a. Drau. Országút is csak az északi partját szegélyezi, mert a déli part fenyves, lágyhajlatú dombjai leérnek egészen a vízig, s csak itt-ott akad alattuk  keskeny sétaút.
Éghajlata enyhe, a hegyek a szelektől erősen védik, ennélfogva  a vitorlázósport - bár erősen népszerű - körülményesebb itt, mint a szomszéd tavakon. A tavon is kitűnő motoros hajó- és csónakjáratok vannak.
A Wörthi-tónál nyugodtabb tóvidék smaragdzöld vizének környéke pihenésre késztet, a tájon a természet végtelen békéje árad szét.

## Települései
- Seeboden - a 3500 körüli lakosú település 580 m tengerszint feletti magasságban található, 5 km-re fekszik Spittaltól. Seebodennek több strandja is van, s lehetőség nyílik itt mindenféle vízi sportra, s itt van a motoroshajó kirándulások kiindulópontja is.
- Millstatt - a tó névadója, a karintiai tóvidék egyik legszebb települése. Az északi partszakasz közepe táján 600 méter magasságban, egy kis földnyelven fekszik. Keresett alpesi fürdőhely, s mellette nyári-téli hegyi túrák, sportok központja. A történelmi értékű település hírnevét az 1070-ben alapított bencés kolostortól kapta.
- Obermillstatt - 846 méter magasságban fekvő, napsugaras alpesi község. A hegyi tájon több vízesés is felkereshető.
- Dellach - (ilyen nevű község a Wörthi-tó partján is van) szép strandja, jó szállodái vannak.
- Dobriach - a tó keleti csücskén épült nevezetesebb fürdőhely.

## Galéria

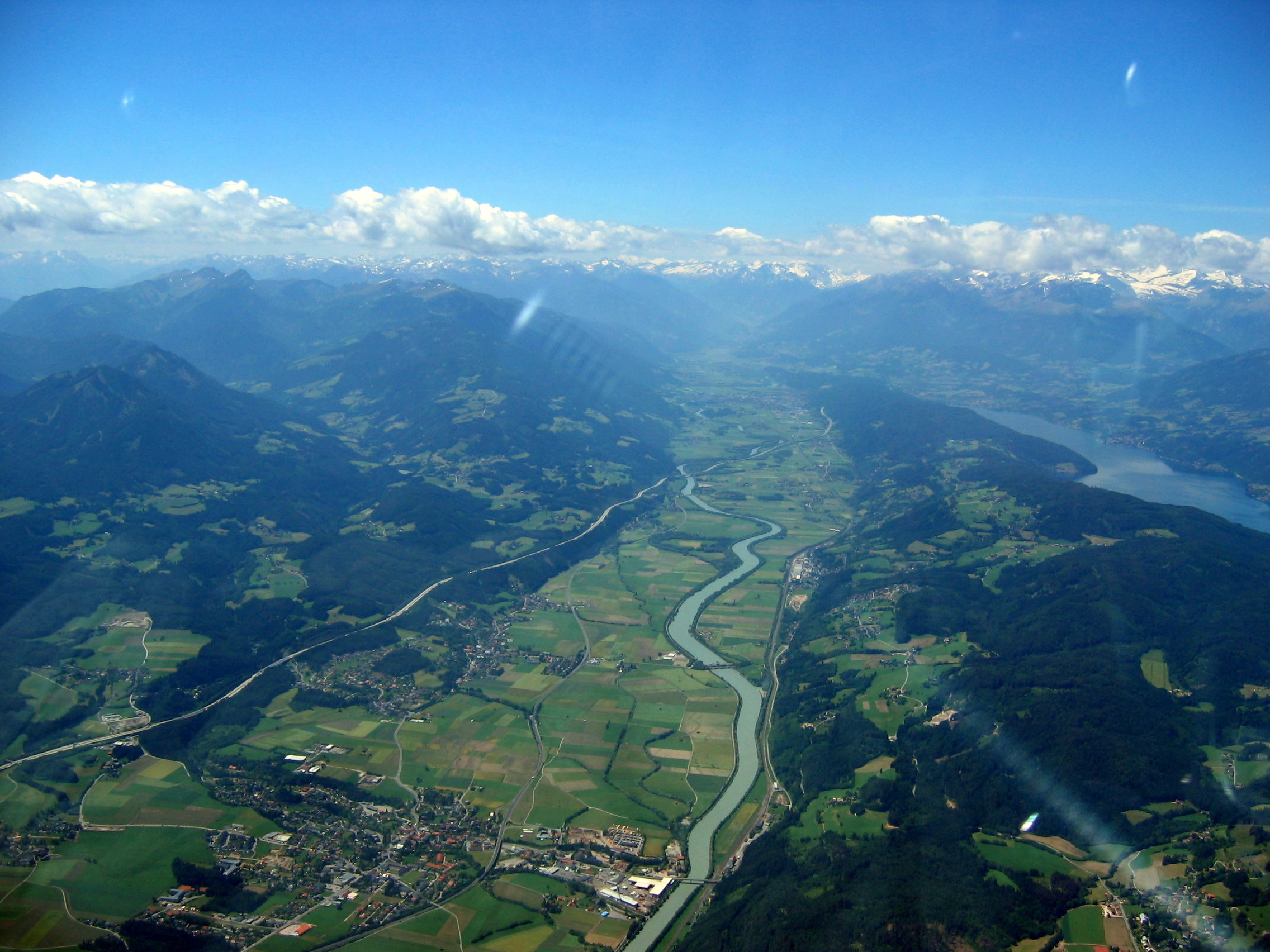
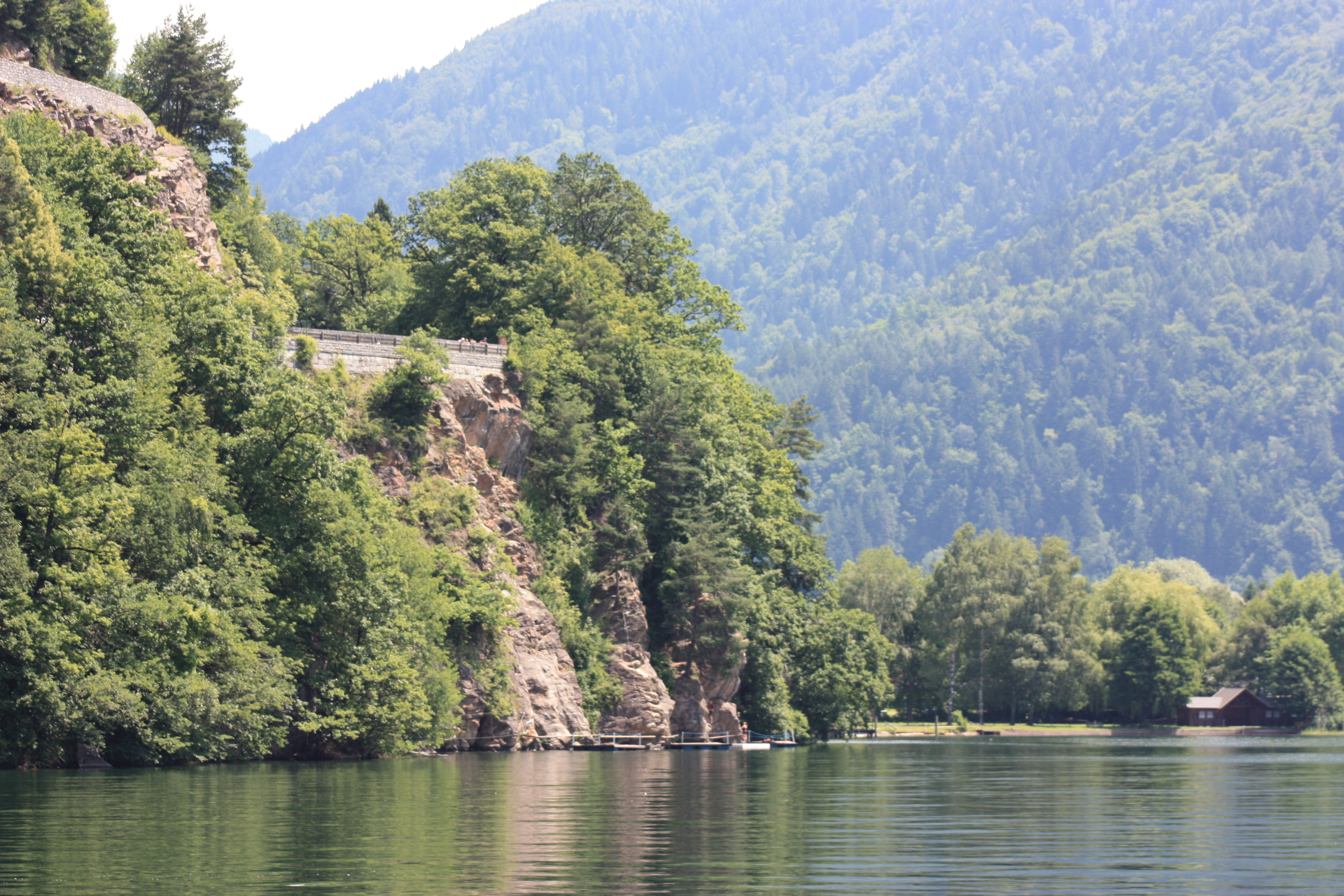
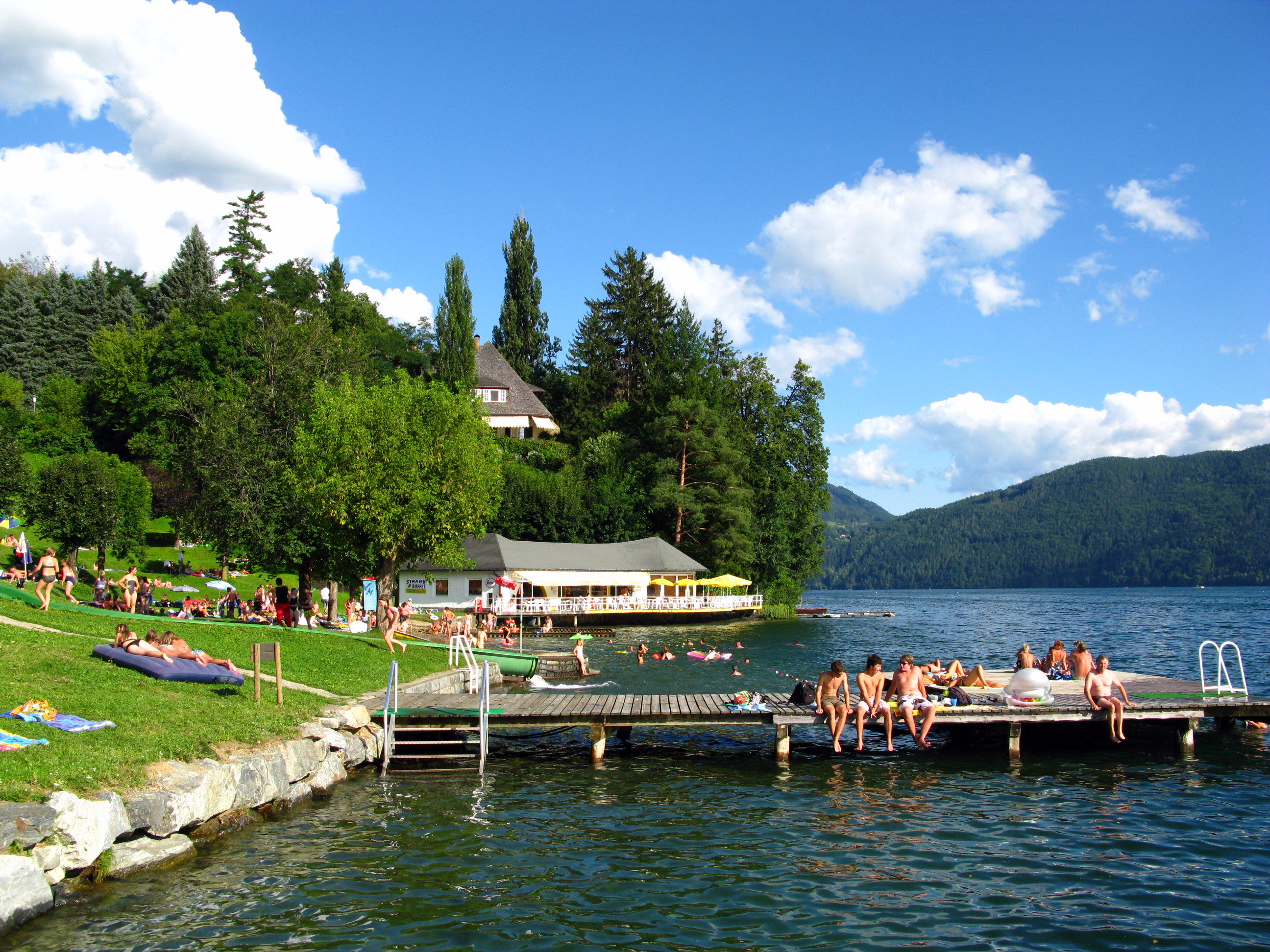
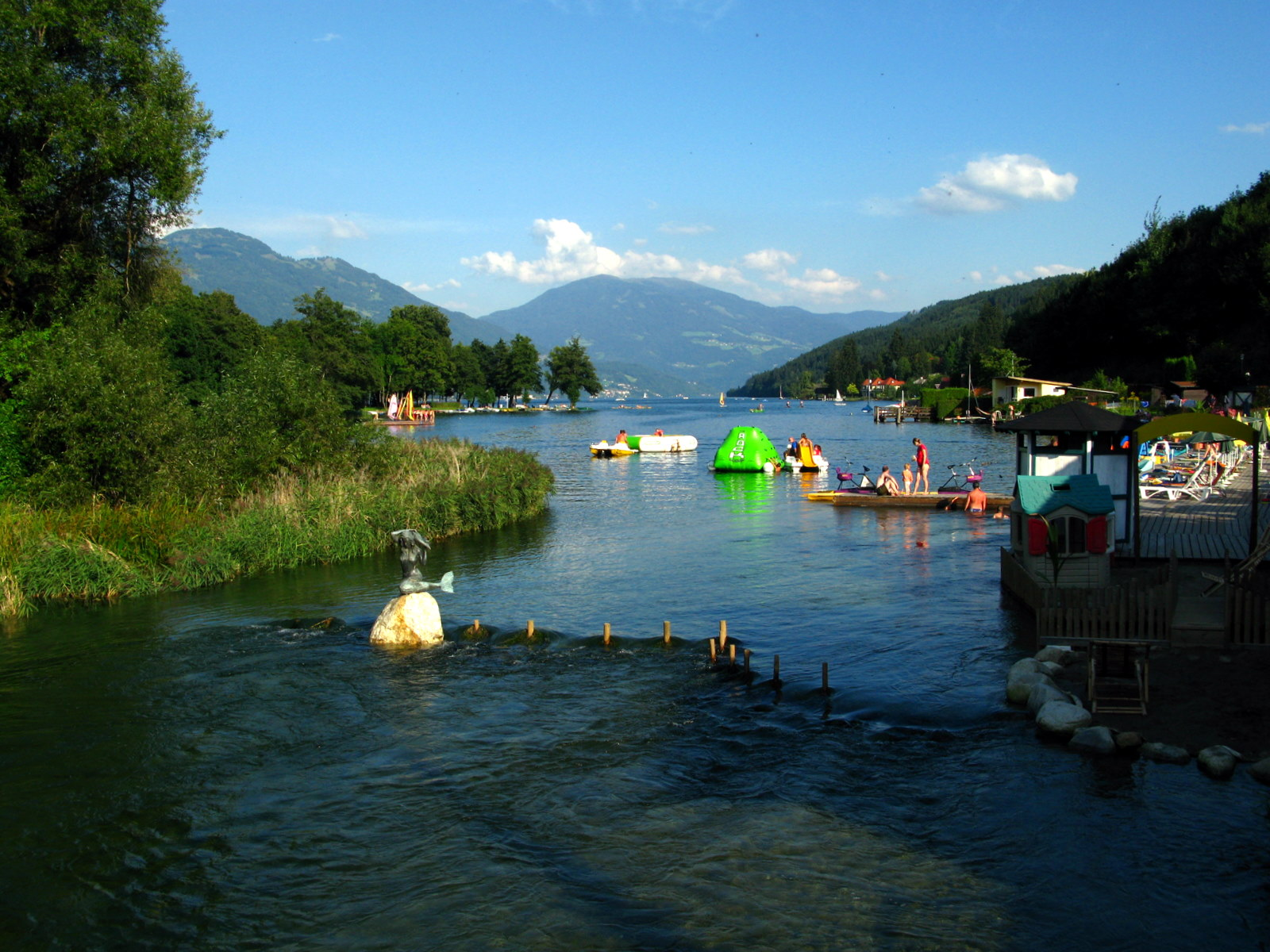
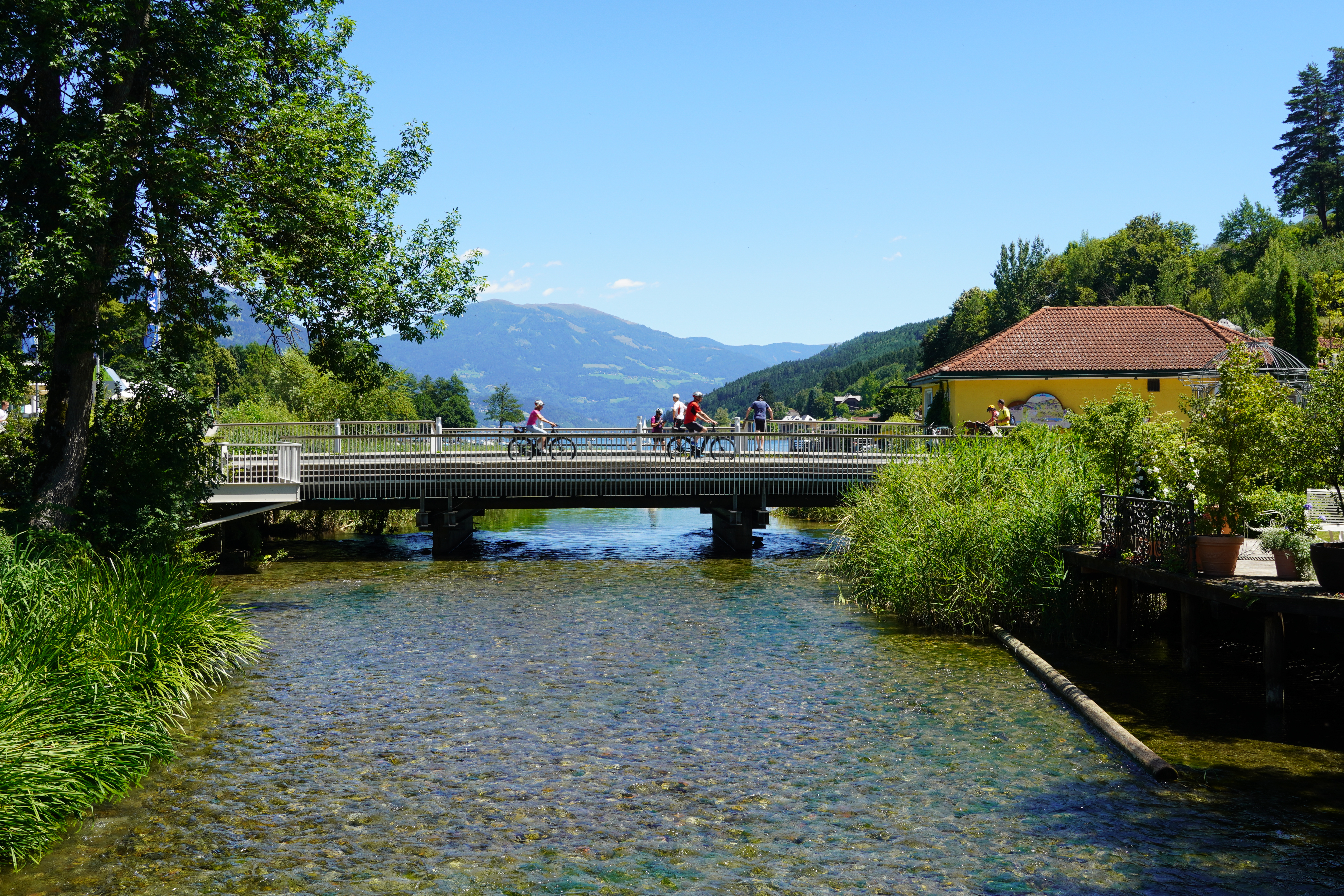
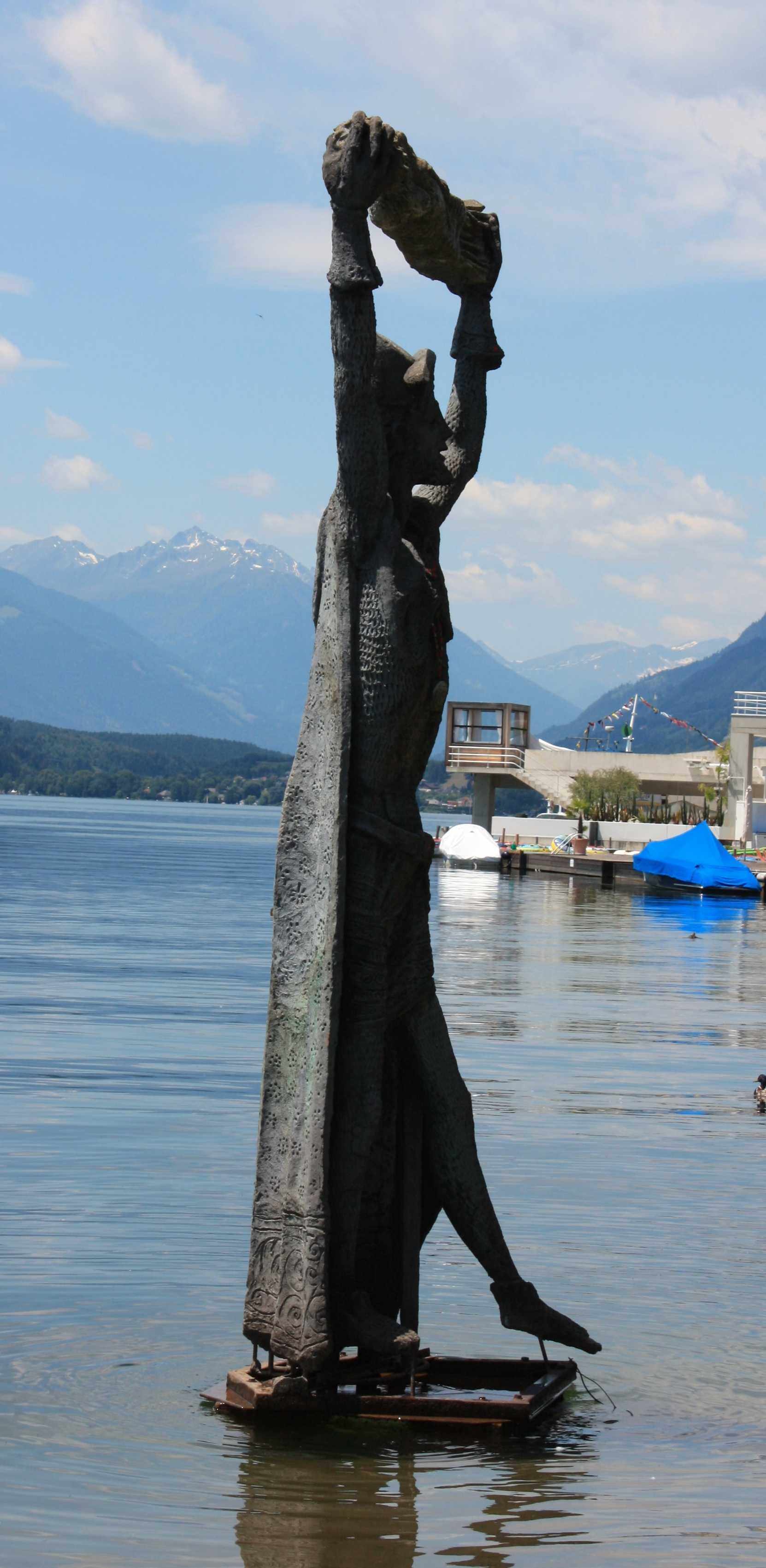
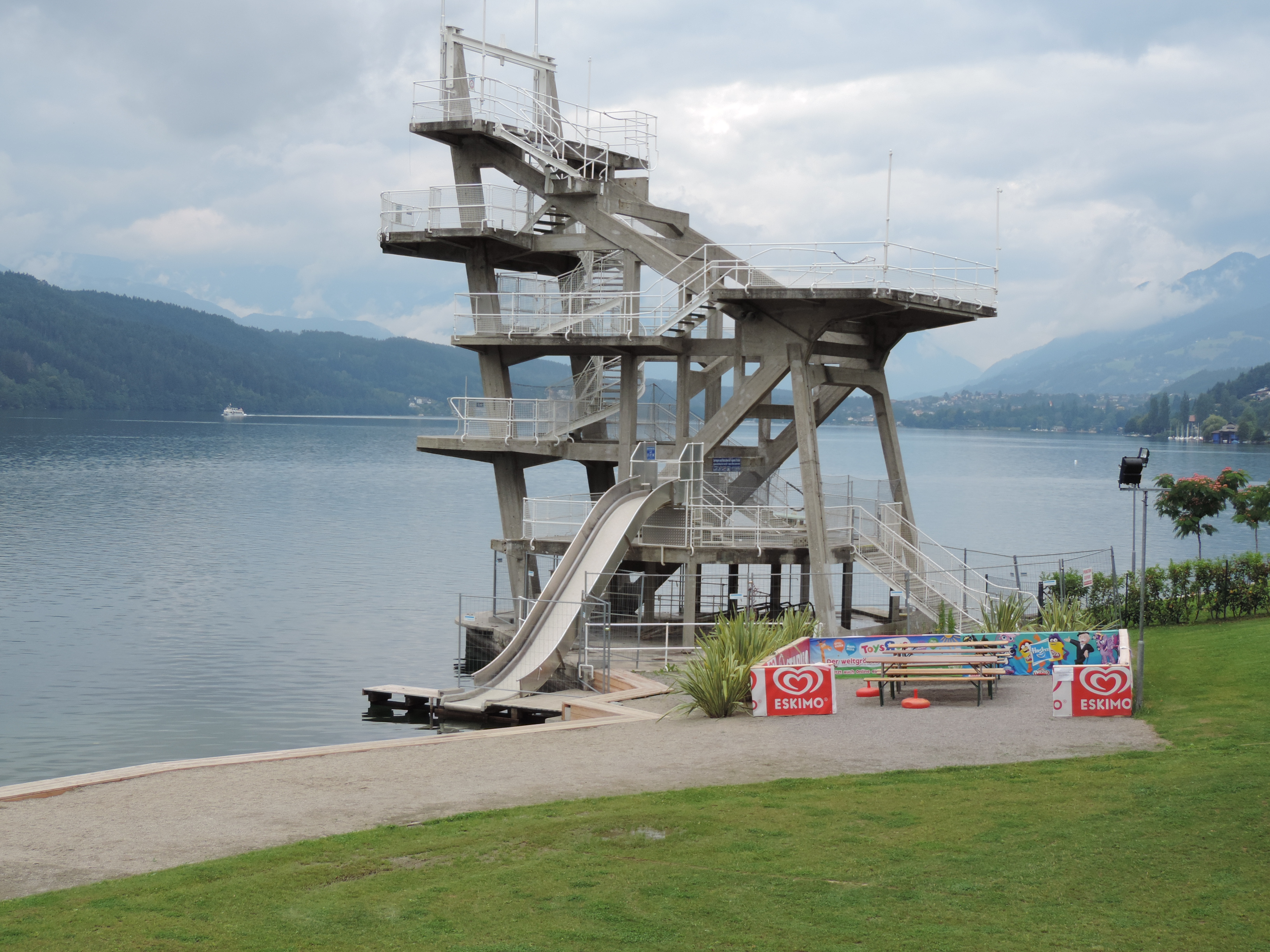